# One More Time, One More Chance
One More Time, One More Chance è un brano musicale del cantante giapponese Masayoshi Yamazaki pubblicato come singolo il 22 gennaio 1997 per l'etichetta Polydor Japan. Il singolo ha raggiunto la diciottesima posizione della classifica Oricon dei singoli più venduti ed è rimasto in classifica per ventiquattro settimane. Il brano è stato utilizzato come sigla di chiusura per il film del 2007 5 cm al secondo. È stato conseguentemente ripubblicato come singolo il 3 marzo dello stesso anno per l'etichetta Nayutawave Records, rientrando in classifica alla cinquantaduesima posizione.

## Tracce
One more time, One more chance
- One More Time, One More Chance - 5:29
- Yousei to Ita Natsu (妖精といた夏?) - 6:11
- One More Time, One More Chance (Karaoke) - 5:25

Durata totale: 17:05
One more time, One more chance 『5 centimeters per second』 Special Edition -
- One More Time, One More Chance - 5:34
- Yuki no Eki: One More Time, One More Chance (from 5 Centimeters Per Second Soundtrack) (雪の駅～Ｏｎｅ ｍｏｒｅ ｔｉｍｅ，Ｏｎｅ ｍｏｒｅ ｃｈａｎｃｅ～（ｆｒｏｍ『秒速５センチメートル』Ｓｏｕｎｄｔｒａｃｋ）?) - 2:20
- One More Time, One More Chance (Hikigatari Ver.) (Ｏｎｅ ｍｏｒｅ ｔｉｍｅ，Ｏｎｅ ｍｏｒｅ ｃｈａｎｃｅ（弾き語りＶｅｒ．）?) - 5:30

Durata totale: 13:24

## Classifiche
| Classifica (1997) | Posizione massima |
| ----------------- | ----------------- |
| Giappone (Oricon) | 18                |
| Classifica (2007) | Posizione massima |
| Giappone (Oricon) | 52                |